# Lebanon (Dakota del Sud)
Lebanon és una població dels Estats Units a l'estat de Dakota del Sud. Segons el cens del 2000 tenia 86 habitants.

## Demografia
Segons el cens del 2000, Lebanon tenia 86 habitants, 39 habitatges, i 28 famílies. La densitat de població era de 62,7 habitants per km².
Dels 39 habitatges en un 28,2% hi vivien nens de menys de 18 anys, en un 59% hi vivien parelles casades, en un 12,8% dones solteres, i en un 28,2% no eren unitats familiars. En el 25,6% dels habitatges hi vivien persones soles el 17,9% de les quals corresponia a persones de 65 anys o més que vivien soles. El nombre mitjà de persones vivint en cada habitatge era de 2,21 i el nombre mitjà de persones que vivien en cada família era de 2,61.
Per edats la població es repartia de la següent manera: un 18,6% tenia menys de 18 anys, un 4,7% entre 18 i 24, un 14% entre 25 i 44, un 30,2% de 45 a 60 i un 32,6% 65 anys o més.
L'edat mediana era de 53 anys. Per cada 100 dones de 18 o més anys hi havia 89,2 homes.
La renda mediana per habitatge era de 25.625 $ i la renda mediana per família de 37.500 $. Els homes tenien una renda mediana de 47.500 $ mentre que les dones 18.750 $. La renda per capita de la població era de 16.135 $. Entorn del 13,6% de les famílies i el 24,3% de la població estaven per davall del llindar de pobresa.

## Poblacions més properes
El següent diagrama mostra les poblacions més properes.